# Chân Giê-xu Giáo hội
Chân Giê-xu Giáo hội hay Hội thánh Chúa Giêsu thật là một giáo hội tự trị Trung Hoa và là một nhánh của Hội thánh Tin Lành Ngũ Tuần của Kitô giáo. Ngụy Bảo La, Trương Linh Sanh và Trương Ba-na-ba thành lập hội thánh này vào năm 1917 tại Bắc Kinh, Trung Quốc. Đến năm 1996, các tín điều đã lan truyền sang Việt Nam. Hiện nay hội thánh này có khoảng 1,5 triệu tín đồ ở 5 châu lục.

## Mười tín điều chính
1. Chúa Thánh Linh
"Đón nhận Chúa Thánh Linh, biểu hiện bằng cách nói tiếng lạ, là sự bảo đảm cho chúng ta thừa hưởng Nước Trời."
2. Rửa tội
"Nước rửa tội là bí tích giải trừ tội lỗi để tái sinh. Lễ rửa tội phải được thi hành bằng nước thiên nhiên, như nước sông, nước biển, hoặc mạch nước ngầm.
Người làm phép rửa, là người đã lãnh nhận phép rửa trong nước và Thánh Thần, tiến hành phép rửa trong danh của Chúa Giêsu Kitô. Và người nhận lãnh phép rửa phải được dìm ngập trong nước với tư thế cúi đầu úp mặt."
3. Rửa chân
"Bí tích rửa chân giúp cho một người có được tác vụ của Chúa Giêsu. Đây cũng đóng vai trò như là một lời nhắc nhở liên lỉ rằng người ta nên có lòng yêu thương, sự thánh thiện, tính khiêm tốn, lòng tha thứ, và đức phục vụ.
Người nào đã lãnh phép rửa bằng nước đều phải rửa chân của họ trong thánh danh Giêsu Kitô. Rửa chân cho nhau phải được thi hành bất cứ khi nào thích hợp."
4. Lãnh nhận thánh thể
"Lãnh nhận thánh thể là bí tích để tưởng niệm cái chết của Chúa Giêsu Kitô.
Việc này cho chúng ta kết hiệp với mình và máu của Chúa chúng ta và được hiệp thông với Người để chúng ta có được cuộc sống vĩnh cửu và được sống lại vào Ngày sau hết. Bí tích này nên được cử hành thường xuyên nếu có thể. Chỉ sử dụng bánh mì không men và rượu nho tinh khiết."
5. Ngày Sabbath
Ngày Sabbath, ngày thứ bảy trong tuần, là Ngày Thánh, được chúc phúc và thánh hoá bởi Thiên Chúa. Ngày này được tuân giữ trong ân điển của Thiên Chúa để tưởng nhớ sự sáng tạo và cứu rỗi của Thiên Chúa và với niềm hy vọng cuộc sống vĩnh cửu sẽ đến.
6. "Giêsu Kitô, Ngôi Lời trở nên xác phàm, chết trên thập giá để cứu chuộc tội nhân, phục sinh vào ngày thứ ba và lên trời. Người là vị cứu tinh của loài người, Đấng Sáng tạo nên trời và đất, và là Thiên Chúa thật".
7. "Bộ Kinh Thánh, bao gồm Tân Ước và Cựu Ước, được thần hứng bởi Thiên Chúa, chân lý được ghi lại duy nhất, và là tiêu chuẩn cho đời sống Kitô hữu."
8. "Sự cứu rỗi được trao ban bởi ân điển của Thiên Chúa thông qua niềm tin. Người tin phải trông cậy vào Chúa Thánh Linh để được thánh hóa, để tôn vinh Thượng đế, và yêu mến tha nhân."
9. "Hội thánh Chúa Giêsu thật, được thành lập bởi Chúa Giêsu Kitô, thông qua Chúa Thánh Linh trong thời gian 'latter rain', là Hội thánh thật vào thời các tông đồ được khôi phục lại."
10. "Ngày Tái lâm của Thượng đế sẽ xảy ra vào Ngày sau hết khi Người từ trời xuống phán xét thế gian: người công chính sẽ nhận cuộc sống vĩnh cửu, trong khi kẻ dữ sẽ bị xử phạt đời đời."